# Petawawa
Petawawa ist eine Stadt, die im östlichen Gebiet des südlichen Teils der Provinz Ontario, Kanada liegt. Sie liegt am Ottawa-Fluss und hat 17.187 Einwohner (Stand: 2016). 

## Geographie
Die Stadt liegt an der Mündung des Petawawa in den Ottawa gegenüber der Laurentinische Bergen und östlich des Algonquin Provincial Park. Petawawa ist ein beliebter Zwischenstopp für Angler, Bergwanderer und Kanuwanderer.

## Geschichte
Die frühesten Aufzeichnungen über eine Besiedlung in der Region zeigen auf, dass die Region Anfang des 20. Jahrhunderts von Algonkin besiedelt wurde. Der Name Petawawa entspringt der Muttersprache der Algonkin aus, biidaawewe, und bedeutet etwa: „Wenn jemand ein Geräusch hört wie dieses“. 
Im späten 19. Jahrhundert wurde die Region zunehmend von Einwanderern aus Schottland, Irland und Deutschland besiedelt. Das kanadische Militär kaufte einen größeren Teil 1905. Daraus entwickelte sich die heutige Canadian Forces Base Petawawa. Während des Zweiten Weltkriegs befanden sich Kriegsgefangenenlager für Deutsche auf dem Militärstützpunkt. Als während des Zweiten Weltkrieges die Internierung von Japanern und japanischstämmigen Kanadiern erfolgte, war die Gemeinde einer der Orte die dafür ausgewählt wurden. Auch der kanadische Faschist Adrien Arcand war hier interniert. Nach dem Krieg war an dem Standort, bis zu seiner Auflösung 1995, ein Fallschirmjäger-Regiment stationiert. Heute ist der Standort einer der größeren Stützpunkte der kanadischen Streitkräfte.

## Wirtschaft
Petawawas primäre Arbeitgeber sind staatliche Behörden und Regierungseinrichtungen. Die meisten der Einwohner arbeiten als Zivilangestellte oder als Militärangehörige auf der Canadian Forces Base Petawawa. Auf dem Stützpunkt ist das Hauptquartier der 2 Canadian Mechanized Brigade Group mit über 5.000 Soldaten angesiedelt. Der zweitgrößte Arbeitgeber ist das Chalk River Laboratories der Atomic Energy of Canada Limited (AECL), Kanada's größtem Nuklear- und Technologie-Forschungszentrum in der benachbarten Kleinstadt Chalk River.

## Söhne und Töchter der Stadt
- Rick Hillier (* 1955), General
- Matthew Peca (* 1993), Eishockeyspieler
- Ray Sheppard (* 1966), Eishockeyspieler